# ATEX

Il logo che identifica le apparecchiature certificate per le aree esplosive

ATEX, dalle parole francesi ATmosphères ed EXplosives (in italiano: "atmosfere esplosive"), è il nome convenzionale dato alla Direttiva 2014/34/UE dell'Unione europea per la regolamentazione di apparecchiature destinate all'impiego in zone a rischio di esplosione; la direttiva, chiamata anche "ATEX 114" o "Direttiva ATEX per le apparecchiature", si rivolge ai costruttori di attrezzature destinate all'impiego in aree con atmosfere potenzialmente esplosive e si manifesta con l'obbligo di certificazione di questi prodotti.
Tale direttiva è strettamente correlata alla Direttiva 1999/92/CE per la sicurezza e la salute dei lavoratori in atmosfere esplosive; quest'ultima si applica negli ambienti a rischio di esplosione, dove impianti ed attrezzature certificate sono messe in esercizio ed è quindi rivolta agli utilizzatori. Per differenziare questa direttiva dalla prima, la Direttiva 1999/92/CE è chiamata anche "Direttiva ATEX per i luoghi di lavoro" o "ATEX 137".

## Storia
La direttiva 2014/34/UE è entrata in vigore il 30 marzo 2014 ed abroga la direttiva 1994/9/CE con effetto decorrente dal 20 aprile 2016.
Le direttive ATEX, in analogia ad altre direttive comunitarie, sono state recepite da norme nazionali in ciascuno stato dell'Unione Europea. Ad esempio in Italia la direttiva 1994/9/CE ha avuto forza di legge con il decreto del Presidente della Repubblica del 23/03/1998 n. 126 (Regolamento recante norme per l'attuazione della direttiva 94/9/CE in materia di apparecchi e sistemi di protezione destinati ad essere utilizzati in atmosfera potenzialmente esplosiva).

## Obbligatorietà

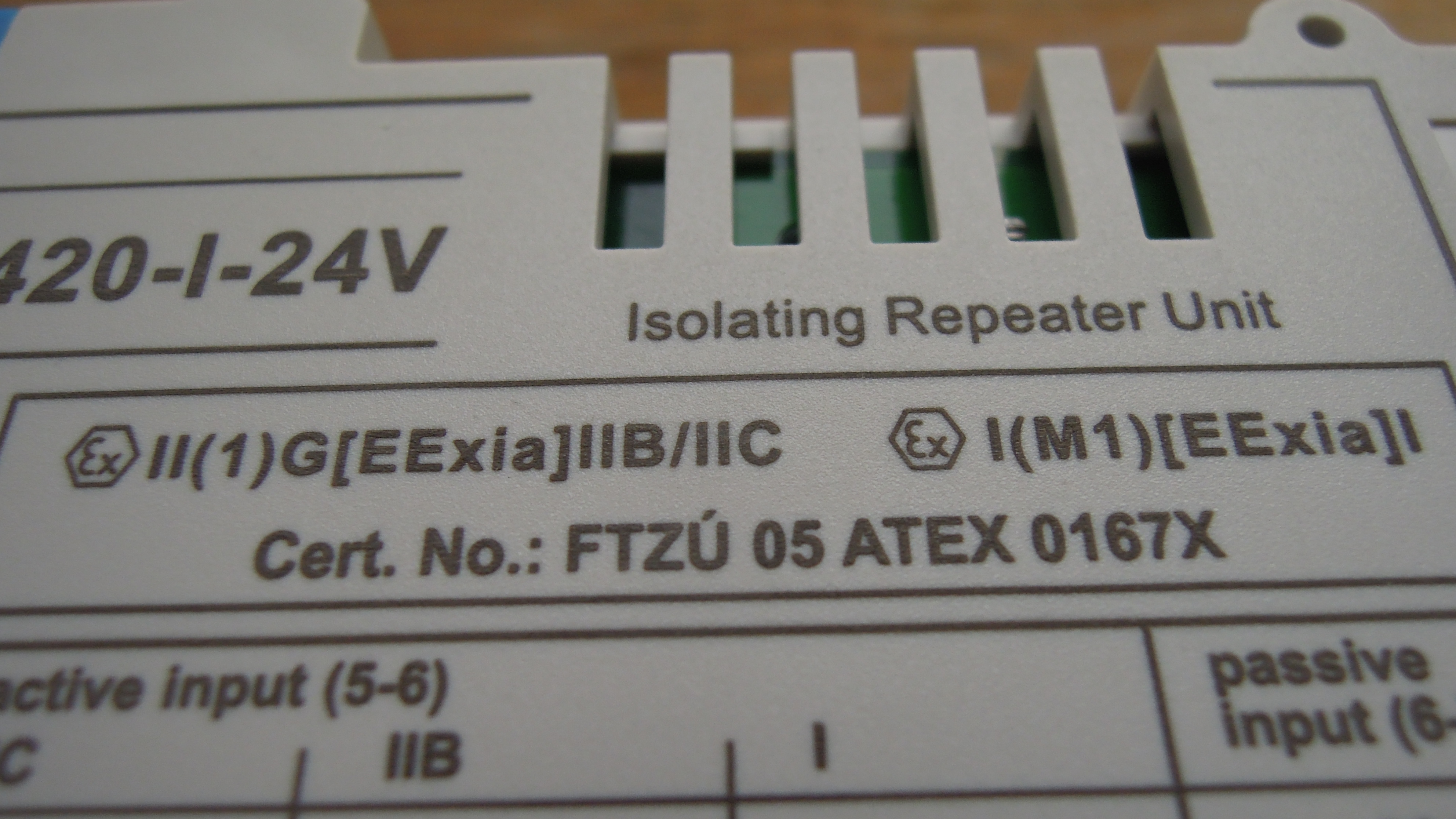
Esempio di apposizione del logo "Ex" su un dispositivo elettrico (ripetitore isolante).

La direttiva 2014/34/UE impone la certificazione ATEX a tutti i prodotti commercializzati nell'Unione stessa, indipendentemente dal luogo di produzione e dalle normative in esso in vigore, se installati in luoghi a rischio di esplosione, con l'eccezione di:
- Apparecchiature mediche
- Apparecchiature e i sistemi di protezione, quando il pericolo di esplosione è dovuto esclusivamente alla presenza di materie esplosive o di sostanze chimiche instabili;
- Apparecchiature per uso domestico
- Apparecchiature destinate all'uso in luoghi di produzione o stoccaggio di esplosivi
- Apparecchiature marittime imbarcate, o comunque offshore
- Mezzi di trasporto (esclusi quelli per uso in atmosfere esplosive)
- Apparecchiature progettate e costruite specificamente per essere utilizzati dalle forze armate o per la tutela delle leggi e dell'ordine pubblico. Non sono esclusi gli apparecchi a doppio uso.

Il rispetto della normativa è necessario per le macchine e per tutti gli equipaggiamenti industriali che si trovano ad operare e a lavorare nelle zone a rischio di innesco di esplosione (zona 1,2,21,22). È per questo motivo che le macchine che operano in zone a rischio di esplosione sono trasformate in modo antideflagrante ("Explosion Proof Protected"). I principali produttori di carrelli, motori, veicoli di vario tipo devono provvedere a che tali macchine siano "Ex protected" in base alla zona gas/polveri (1,2,21,22) in cui le macchine andranno a lavorare.

## Concetti e definizioni
In analogia ad altre direttive comunitarie, l'articolo 2 della Direttiva 2014/34/UE contiene definizioni necessarie per la corretta interpretazione della direttiva. Rispetto ad altre direttive sulla marcatura CE, in considerazione dell'oggetto della direttiva, alcune definizioni sono relative al rischio di esplosione; in particolare, sono definite:
- atmosfera esplosiva: una miscela contenente aria, a condizioni atmosferiche, sostanze infiammabili allo stato di gas, vapori, nebbie o polveri nella quale, dopo l’innesco, la combustione si propaga all’intera miscela non bruciata.
- atmosfera potenzialmente esplosiva: un’atmosfera suscettibile di trasformarsi in atmosfera esplosiva a causa di condizioni locali e operative.

## Altre norme e standard su atmosfere esplosive
Il termine "ATEX" è utilizzato sia in riferimento alle due direttive citate, sia in riferimento alle cosiddette "atmosfere esplosive", che sono oggetto di norme e standard anche fuori dall'Unione Europea (utilizzando generalmente il termine "atmosfere esplosive", non "ATEX", che si utilizza in Europa), tra cui:
- IECEx (International Certification for Explosive Atmosphere Equipment)
- DSEAR (Dangerous Substances and Explosive Atmospheres Regulations) nel Regno Unito
- ANZEx, in Australia e Nuova Zelanda